# Mauritius Challenger
Il Mauritius Challenger è stato un torneo professionistico di tennis giocato su campi in cemento. Faceva parte dell'ATP Challenger Series. Si sono giocate solo le edizioni del 1996 e del 2004 a Port Louis, nelle Mauritius.

## Albo d'oro

### Singolare
| Anno       | Campione      | Finalista       | Punteggio     |
| ---------- | ------------- | --------------- | ------------- |
| 1996       | Leander Paes  | Fabrice Santoro | 7–5, 6–4      |
| 1997- 2003 | Non disputato | Non disputato   | Non disputato |
| 2004       | Andrei Pavel  | Hyung-Taik Lee  | 6–3, 6–1      |

### Doppio
| Anno       | Campioni                   | Finalisti                 | Punteggio     |
| ---------- | -------------------------- | ------------------------- | ------------- |
| 1996       | Patrick Baur Joost Winnink | Sander Groen Andrei Pavel | 0–1 ritirati  |
| 1997- 2003 | Non disputato              | Non disputato             | Non disputato |
| 2004       | Andrei Pavel Gabriel Trifu | Jeff Coetzee Rik De Voest | 6–3, 6–4      |